# Moerasbuidelmos
Moerasbuidelmos (Calypogeia fissa) is een bebladerd (folieus) levermos uit het geslacht buidelmos (Calypogeia).

## Determinatie
Moerasbuidelmos is een folieus levermos dat veelal dichte, kleine matten vormt. Individuele scheuten tot 4 mm breed en tot 5 cm lang zijn. De naar achteren gebogen bladtoppen zijn meestal kort scherp ingesneden en zijn daarom tweetandig. Soms zijn de bladtoppen ook puntig tot smal afgerond.
De dunwandige, hexagonale laminacellen zijn ongeveer 35–50 µm bij 40–60 µm in het midden van het blad en bevatten 4–8 waterwitte, ovale olielichamen. De onderste bladeren zijn vaak nauwelijks breder dan de stengel, maar niet zelden tot ongeveer 2,5 keer zo breed als deze. Broedlichamen zijn vaak aanwezig, ze zijn ovaal tot ellipsvormig en 24–42 micron groot.
Moerasbuidelmos is doorgaans in het veld goed te onderscheiden (een rond hapje uit de bladtop, knobbels op de wortelblaadjes).

## Ecologie
Moerasbuidelmos is een kalkmijdende soort die groeit op leembodems in allerlei vochtige tot natte plekken die goed doorlucht zijn en niet echt overstroomd raken. De standplaatsen omvatten ravijnen en taluds op lichte tot schaduwrijke, frisse plekken in bossen, zelden op moerassige plekken en in heidevelden. De soort komt ook regelmatig voor dood hout.

## Verspreiding
In Europa wordt het verspreid als een mediterraan-oceanische soort van de laaglanden tot de lagere bergketens. Er zijn ook waarnemingen bekend uit Azië, Afrika en Noord-Amerika.
In Nederland is het een vrij algemeen soort. Het is niet bedreigd en staat niet op de Nederlandse Rode Lijst.

## Fotogalerij

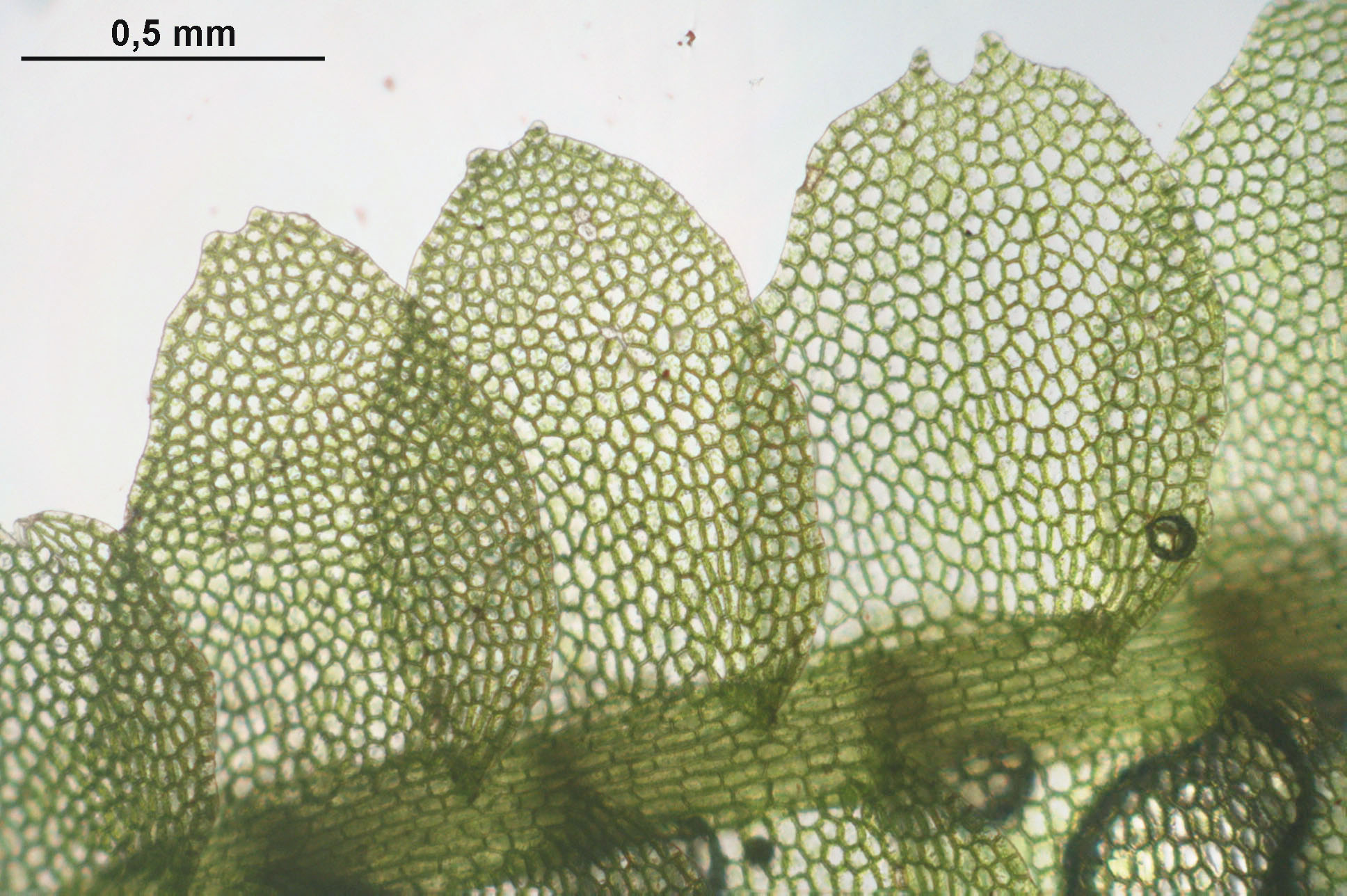
Blad
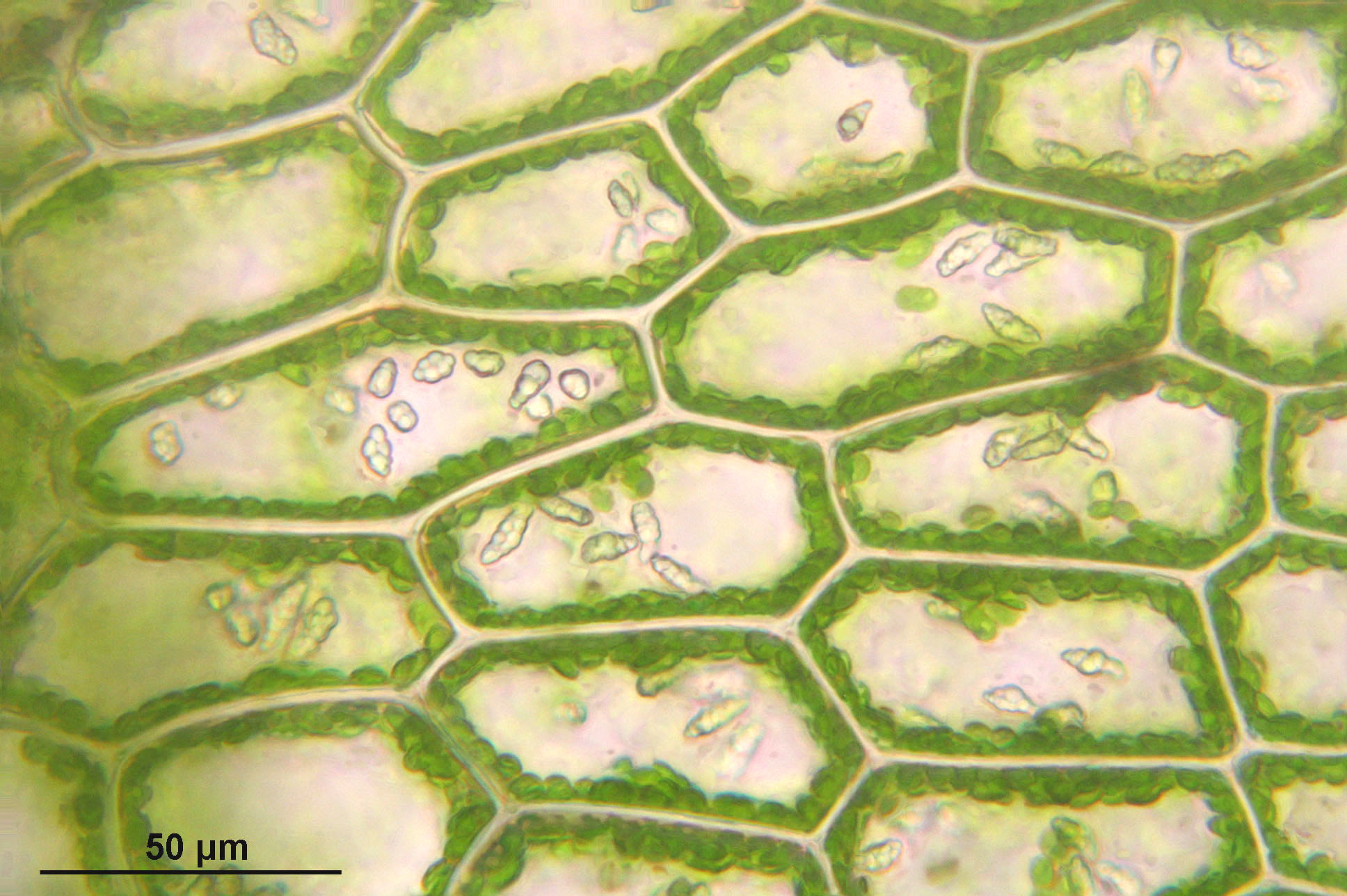
Cellen aan bladbasis
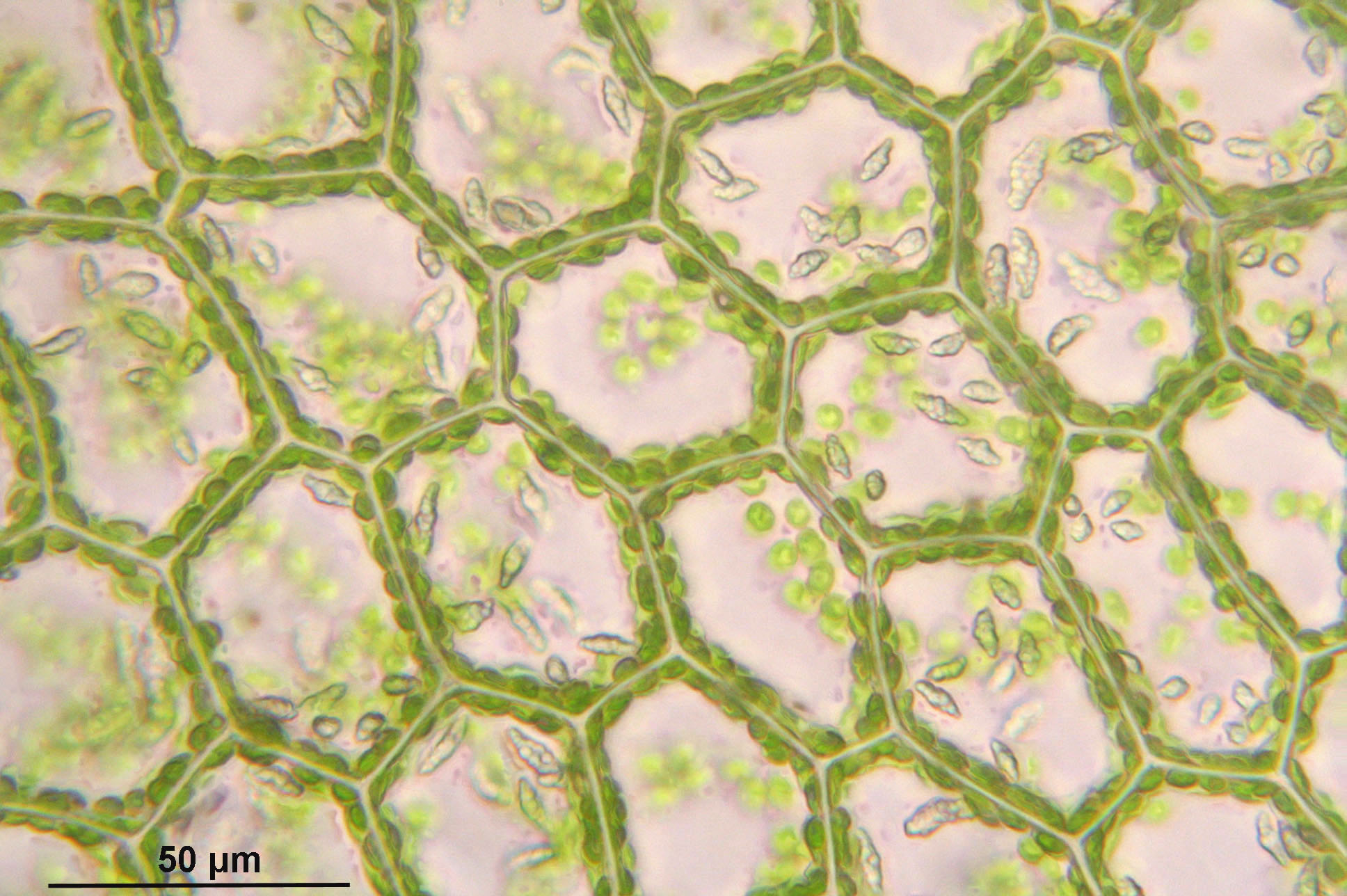
Cellen aan bladmidden
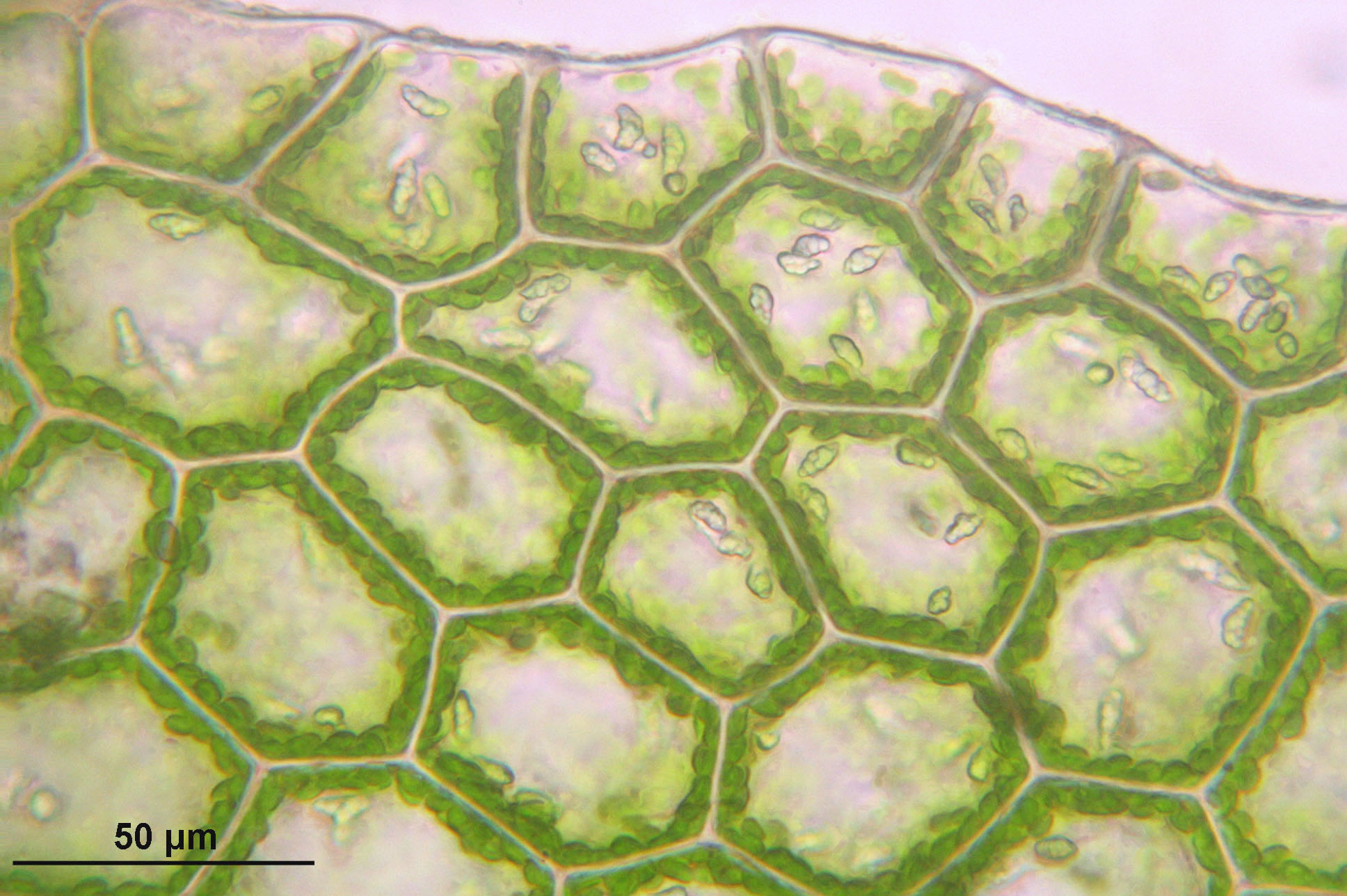
Cellen aan bladrand